# Barra do Choça
Barra do Choça är en kommun i Brasilien.   Den ligger i delstaten Bahia, i den östra delen av landet, 800 km öster om huvudstaden Brasília. Antalet invånare är 34 788.
Omgivningarna runt Barra do Choça är huvudsakligen savann. Runt Barra do Choça är det ganska tätbefolkat, med 52 invånare per kvadratkilometer.